# Seila marmorata
Seila marmorata là một loài ốc biển nhỏ, là động vật thân mềm chân bụng sống ở biển trong họ Cerithiopsidae.